# タニエラ・ヴェア
タニエラ・ヴェア（Taniela Vea、2000年4月24日 - ）は、ジャパンラグビーリーグワン埼玉パナソニックワイルドナイツに所属するラグビー選手。

## プロフィール
- トンガ・マウファンガ出身[1]。
- ポジションはプロップ(PR)、フランカー(FL)、ナンバーエイト(No8)。
- 身長 184 cm、体重 125 kg

## 来歴
小学1年生からラグビーを始めた。
2020年、目黒学院高校卒業後、東洋大学に入る。
2023年、東洋大学ラグビー部の主将に就任。
2024年、アーリーエントリーで埼玉パナソニックワイルドナイツに加入。
2025年1月19日に行われたJAPAN RUGBY LEAGUE ONE第5節カンファレンスBトヨタヴェルブリッツ戦にて途中出場でリーグワン公式戦初出場を果たした。